# 366487 Neilyoung
366487 Neilyoung este o planetă minoră (asteroid) din centura de asteroizi. A fost descoperită pe 4 iulie 2002 la Observatorul Palomar de Maik Meyer⁠(d). 
Obiectul prezintă o orbită caracterizată de o semiaxă mare de 2,3909195115451 UAi, o excentricitate de 0,12844012749986, o înclinație de 9,4929874725767 ° în raport cu ecliptica.